# Praskowja Wassiljewna Ziklinskaja
Praskowja Wassiljewna Ziklinskaja (russisch Прасковья Васильевна Циклинская; * 1859; † 23. Dezember 1923 in Moskau) war eine russische bzw. sowjetische Bakteriologin und Hochschullehrerin.

## Leben
Nach dem Gymnasiumsabschluss war Zilinskaja 6 Jahre lang Lehrerin an einer städtischen Schule. In St. Petersburg studierte sie dann in den Höheren Bestuschew-Kursen für Frauen mit Abschluss 1889. Noch im selben Jahr wurde sie nach Paris geschickt, um Vorlesungen zu hören. Sie lernte dort Ilja Metschnikow kennen, worauf sie am Ende des Jahres nicht nach St. Petersburg zurückkehrte, sondern in Paris blieb und in Metschnikows Laboratorium arbeitete.
Entsprechend dem Rat Metschnikows ging Ziklinskaja 1894 nach Moskau. Sie erhielt 1895 eine Stelle im Bakteriologischen Institut an der Universität Moskau (MGU) und blieb dort bis zu ihrem Tode. Daneben leitete sie ab 1908 in den Bestuschew-Kursen den Lehrstuhl für Bakteriologie. Ihr Arbeitsschwerpunkt war die medizinische Mikrobiologie. In den Jahren 1898–1902 entdeckte sie neue Arten thermophiler Bakterien. Sie untersuchte 1901 die Variabilität von Bakterien und ihre Anpassung an die Umwelt. Ihre Studie zur Ätiologie von infektiösen Magen-Darm-Erkrankungen bei Kleinkindern erschien 1914.
Die Universität Genf promovierte Ziklinskaja 1902 nach Verteidigung ihrer Dissertation über thermophile Mikroben zur Doktorin der Naturwissenschaften. Die MGU promovierte  sie 1917 ohne Verteidigung einer Dissertation zur Doktorin der medizinischen Wissenschaften.
Ziklinskaja starb in Moskau am 23. Dezember 1923 und wurde auf dem Nowodewitschi-Friedhof begraben.